# 카탈리나 (나바라)
카탈리나 1세 아 나파로아코아(바스크어: Katalina I.a Nafarroakoa) 혹은 카탈리나 포익스코아(바스크어: Katalina Foixkoa, 1468년 - 1517년 2월 12일)는 1483년부터 1517년까지 통치한 나바라 여왕이다. 그녀는 또한 간디아, 몬블랑, 페나피엘 여공작 및 푸아, 비고르, 리바고르사 여백작이자 베아른 여자작이였다.

## 생애
카탈리나는 비아나 공 가스톤 아 푸아그레일리와 프랑스의 왕 루이 11세의 여동생 마들렌 드 프랑스 사이의 막내 딸이였다. 그녀는 1479년에 그녀의 할머니인 레오노르 1세에게 왕위를 물려준 부계쪽 증조부 추안 2세 제위 기간에 태어나 자랐다. 카탈리나의 아버지가 이미 죽고 없는 상황에서, 나바라의 왕위는 할머니가 왕위를 물려받은 같은 해에 사망하면서 카탈리나의 오빠인 프란치스코 1세에게 이양됐다.

### 통치
1483년 프란치스코의 사망으로 그들 어머니의 섭정하에서 카탈리나를 여왕으로 만들었다. 그녀의 숙부 장 드 푸아(Jean de Foix)는 나바라 왕국에 이질적인 살리카 법에 기대어 왕위를 주장하여 내전 (1483년–1492년)을 일으켰고, 이 내전은 보몽파 (Beaumont)- 아그라몽파 (Agramont) 간의 오랜 분쟁을 다시 일으킨 것이였다. 1484년에 나바라 왕위에 대한 야망을 강하게 누르기 위해, 마들렌 드 프랑스는 15세의 카탈리나를 가스코뉴 서부의 귀족 가문 출신 장 달브레에 혼인시키기로 결정하였다. 이 혼인은 많은 카탈리나의 이베리아 신하들에게 환대받았고 그녀의 숙부의 주장에 맞서 싸우는데 그녀가 필요로한 지원들을 해주었다.
결혼식은 1486년 레스카르의 노트르담 대성당에서 열렸으며,:75 팜플로나에서의 젊은 부부에 대한 대관식은 레린 (Lerín) 백작 보몽의 루이와 카탈리나의 종조부 아라곤의 페르난도 2세가 임시 강화 조약을 체결한 1494년까지 연기됐다. 하지만 이 혼인은 카탈리나를 카스티야의 이사벨 1세와 아라곤의 페르난도 2세의 아들인 아스투리아스 공작 후안과 혼인시키자는 그들의 제안을 항상 선호하던 나바라의 보몽파들의 호감을 얻지 못 하였으며, 심지어 아그라몽파는 분열하였다. 카탈리나의 어머니 마들렌이 1495년에 사망했다.
1504년에 그녀는 자신을 계승하는 아들 헨리케의 권리를 확고히하고 팜플로나 대성당에 묻히고 쉽다는 의지를 표하며 (궁극적으로 그녀와 후안 모두 레스카르에 안치됐다), 그녀의 의지를 보였다. 임박한 스페인의 침략에 앞서 발루아가와 푸아가 사이의 정치 동맹은 1512년에 카탈리나와 루이 12세 사이의 혼인 협상이 발생했다. 여기서 헨리케가 프랑스 왕의 딸과 혼인해야 한다는 의견이 제시됐다.

### 1512년 카스티야-아라곤의 침략

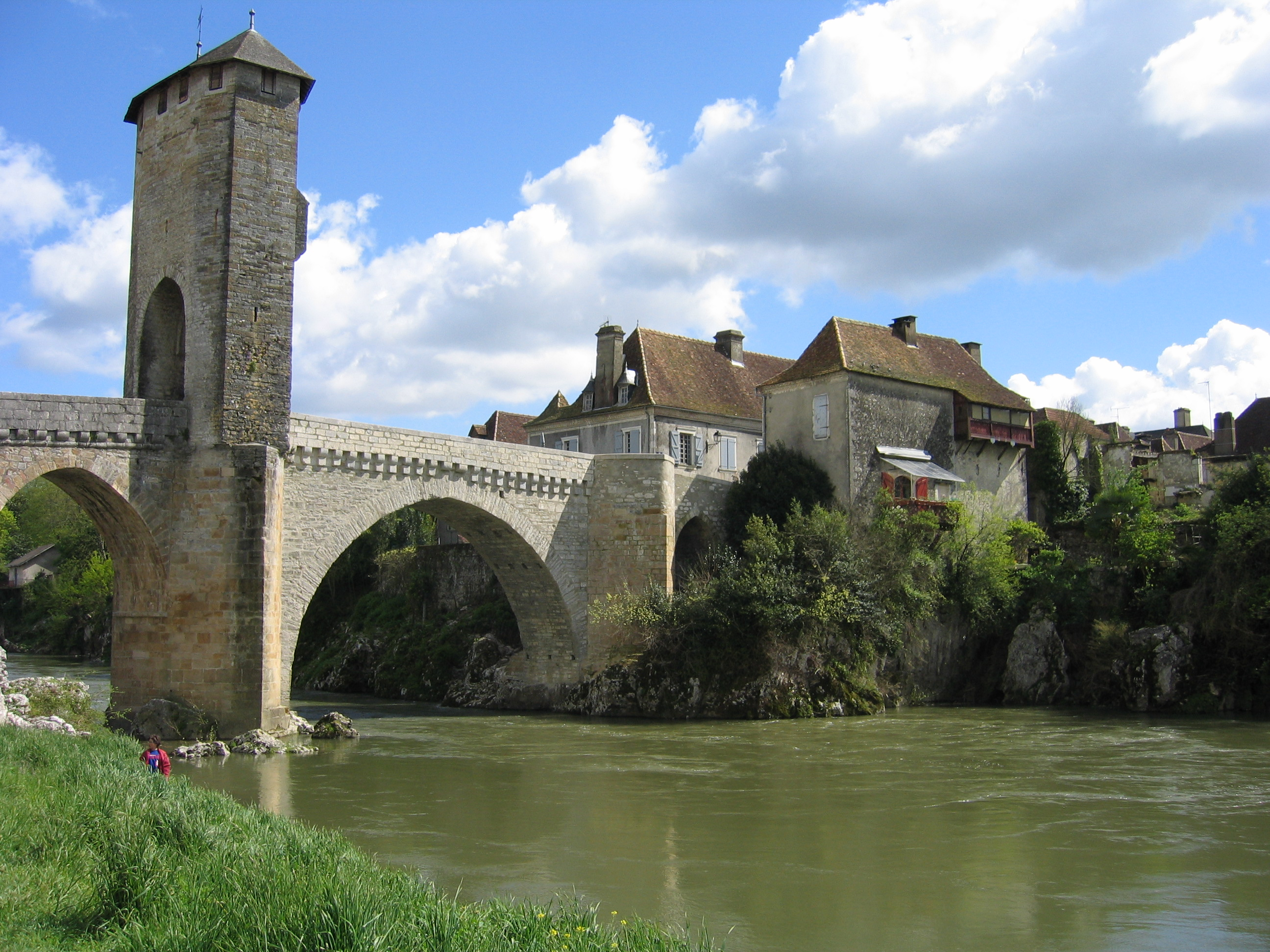
1512년 이래로 나바라 군주들의 피난처였던 오르테즈

프랑스에 맞서 교황과 동맹을 맺은 페르난도는 나바라 왕가에게 일련의 요구들을 제시했다. 카탈리나는 이 요구를 거절했고, 페르난도는 팜플로나에 제3대 알바 공작 페르난도 알바레스 데 톨레도를 보내, 1512년 7월 25일 팜플로나를 점령했다. 카스티야는 롱스보에 포격 준비를 한 후, 생장피에드포르 (바스크어로는 도니바네 가라시 (Donibane Garazi))를 정복하기 위해 군대를 보내, 울크라푸에르토스(Ultrapuertos, 저지 나바라의 메린다드에 피해를 입혔다. 스페인군은 이후로 간헐적으로 남부 지역의 일대 절반을 점거했다. 카스티야군에 압도당한 카탈리나와 후안 3세는 나바라 왕국을 구성하는 일부인 베아른으로 달아났다. 그들은 그들의 본거지를 포, 오르테스, 타르베스에 마련하고, 사망할때까지 대부분의 시간을 교대로 번갈아가며 거주했다.:75
1513년 3월 23일에 나바라의 코르테스가 팜플로나 (바스크어로는 이루녜아 (Iruñea)에서 다시 모였는데, 친스페인적인 보몽파에는 크게 줄었고, 나바라 법률에 대한 충실함을 대가로 페르난도에게 충성을 맹세했다. 1515년 고지 나바라는 개별 왕국 (aeque principalis)으로 카스티야 연합왕국에 합병됐으며, 이후로 스페인으로 알려지게 된 스페인 왕국의 구성 지방 중 하나가 되었다.

### 말년
1516년에 후안 3세와 나바라군 원수 페드로가 이끄는 두 부대가 피레네 이남으로 건너가 나바라 지역 탈환에 나섰으나 실패하고 말았다. 패배로 인한 큰 타격을 받은 후안은 모낭으로 퇴각했으며, 1516년 6월 17일에 사망했다. 카탈리나 여왕도 남편보다 많이 오래 살지는 못 하고 그저 몇 달을 더 살아 1517년 2월 12일 몽드마르상에서 사망했다. 그때까지 그녀는 자녀 13명 (다른 자료에서는 14명)을 낳았다.
1512년부터 그녀가 사망한 1517년까지 카탈리나는 피레네 이북인 바스나바르 또는 저지 나바라의 실질적인 통치자였고 인접한 베아른 공작령과 다른 지역으로 영토를 확장시켰다.

## 자녀

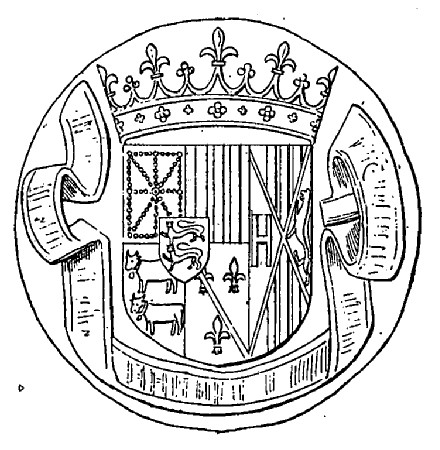
카탈리나의 인장

그녀와 호아네스 3세는 13명의 자녀를 가졌다:
- 아나 (Ana, 1492년 5월 19일 – 1532년 8월 15일).
- 마달레나 (Madalena, 1494년 3월 29일 – 1504년 5월).
- 카탈리나 (Katalina, 1495년 – 1532년 11월). 캉의 수녀원장
- 호아나 (Juana, 1496년 6월 15일 – 1496년에 마지막으로 언급).
- 키테리 (Kiteri, 1499년 – 1536년 9월/10월). 몽티빌리에의 수녀원장.
- 1500년의 사산아.
- 안드레 페부스(Ander Febus, 1501년 10월 14일 – 1503년 4월 17일).
- 헨리케 (Henrike II.a, 1503년 4월 18일 – 1555년 5월 25일).[4]
- 비에나벤투라다 (Bienaventurada, 1505년 7월 14일 – 1510년/1511년).
- 마르틴 페부스 (Martin Febus, 1506년 경 – 1512년에 마지막으로 언급).
- 프란치스코 (Frantzisko, 1508년 – 1512년에 마지막으로 언급).
- 카를로스 (Karlos, 1510년 12월 12일 – 1528년 9월). 코냐크 동맹 전쟁 기간에 나폴리 공성전에 참여했다가 포로로 잡혔다. 포로로 잡혀있는 중에 사망했다.
- 엘리자베트 (Elisabet, 1513년/1514년 – 1555년에 마지막으로 언급). 로앙 자작 르네 1세와 혼인.